# Desider Stern
Desider Stern (geboren am 24. April 1907 in Breslau; gestorben am 29. April 2000 in Wien) war ein jüdischer Dokumentar, Sammler und Bibliograph.

## Leben
Desider Stern lebte bis 1938 in der Tschechoslowakei, seit 1949 in Wien. Seit seiner Jugend Büchersammler und Dokumentar, arbeitete Stern im Hauptberuf als selbständiger Kaufmann, Handelsagent und als Erfinder und Erzeuger von Haushaltsmaschinen.
Der für eine – ebenfalls von Desider Stern initiierte – Buchausstellung der B’nai B’rith-Loge in Wien 1967 erarbeitete Katalog von Desider Stern Werke von Autoren jüdischer Herkunft in deutscher Sprache (bisher in drei Auflagen erschienen: Wien 1967, 1969, 1970) ist ein wichtiges zeitgenössisches bio-bibliographisches Nachschlagewerk zu jüdischen Autoren im deutschsprachigen Raum und gilt als Standardwerk. Er umfasst an die 400 Kurzbiographien und Bibliographien von Autoren jüdischer Herkunft des 19. und 20. Jahrhunderts.
Die unter dem Titel Von Moses Mendelssohn bis heute geplante erweiterte vierte Auflage konnte nicht mehr erscheinen, da Desider Stern 1991 erblindet war und seine Arbeit nicht fortsetzen konnte. Für die vierte Auflage hatte er eine inhaltliche Erweiterung vorgenommen: Sie sollte Material zu deutschsprachigen jüdischen Autoren aus dem gesamten Kulturbereich und der Wissenschaft und nicht-deutschsprachige Autoren jüdischer Herkunft (z. B. Literatur in Jiddisch, Polnisch oder Hebräisch) umfassen.
Im Sommer 1993 schenkte Desider Stern sein Archiv der Österreichischen Exilbibliothek: 134 Ordner mit ca. 30.000 Einheiten und eine Handbibliothek. Die ca. 10.000 jüdische Persönlichkeiten dokumentierende Sammlung umfasst Zeitungsausschnitte, Korrespondenz, Kurzbiographien, Fotos (Originale und Reproduktionen), Programmhefte, Sonderdrucke, Verlagsprospekte, Autographen, Primärtexte und Sekundärliteratur.

## Sammlung
Die bestehende Sammlung Desider Stern wurde mittlerweile mit Zeitungsausschnitten aus der Pressedokumentation der Dokumentationsstelle für neuere österreichische Literatur und der Österreichischen Exilbibliothek bis 2004 erweitert und soll auch zukünftig aktualisiert und ausgebaut werden. Eine 13.000 Namen umfassende Datenbank existiert bereits und kann benutzt werden.

## Auszeichnungen
- 1994: Ehrenkreuz für Wissenschaft und Kunst I. Klasse, für sein Lebenswerk.
- 1999: Goldenes Ehrenzeichen der Stadt Wien.

## Veröffentlichungen
- Werke von Autoren jüdischer Herkunft in deutscher Sprache. 2. Auflage. B’nai B’rith, Wien 1969 (zuvor: Bücher von Autoren jüdischer Herkunft in deutscher Sprache, Eine Ausstellung des B’nai B’rith, Wien, 5. – 14. März 1967 im Künstlerhaus Wien, Katalog: Desider Stern, DNB 1045425419).
- Jüdische Schriftsteller im Exil.